# الإسلام في بنما

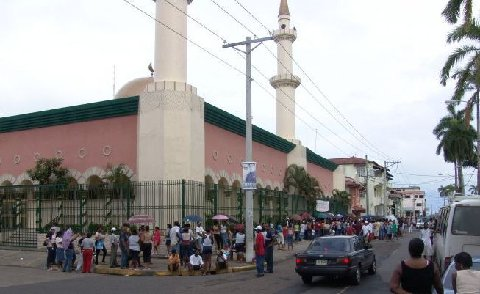
المركز الثقافي الإسلامي في كولون

الإسلام في بنما وفقا لتقرير مركز بيو للأبحاث والذي صدر عام 2009 يشير إلى أن هناك حوالي 24,000 مسلم يعيش في بنما والذين يشكلون مانسبته 0.7 في المئة من السكان.

## التاريخ المبكر
كان المسلمون الأوائل في بنما هم العبيد الأفارقة من قبيلة ماندينكا، حيث جلب هؤلاء العبيد من قبل الإسبان للعمل في مناجم الذهب وذلك في عام 1552، وكانت قبيلة ماندينكا من المسلمين، وكانت القوانين الأسبانية في تلك الفترة تمنع استيراد المسلمين ولكن هذه القوانين انتهكت وتم استيراد افراد من قبيلة ماندينكا، وقد نجت مجموعة من حوالي 500 شخص من الوصول إلى ساحل المحيط الأطلسي في بنما في 1552 من سفينة قد غرقت، ثم انتخبوا رجل يدعى بيانو (فاينو) زعيما لهم في الكفاح ضد المستعمرين، وشكلوا مجالس ومساجد في المناطق التي تعرف الآن باسم مقاطعة دارين في خليج سان ميغيل جزر وسان بلاس والمنطقة على طول نهر بايانو، بعد وفاة بايانو تم بذل جهود من قبل المستعمرين لتدمير أي أثر للإسلام في تلك الفترة في بنما، ليس هناك تاريخ لما حدث للمسلمين الذين بقوا في بنما.

## الفترة الحديثة
كانت الموجة الثانية من المهاجرين المسلمين هم الذكور من شبه القارة الهندية ولبنان الذين وصلوا إلى بنما في الفترة بين أعوام 1904 و1913، وبعد ذلك تزوج النساء المحليات من المهاجرين، وبني أول مسجد للحركة الأحمدية في عام 1930، جاءت مجموعة أخرى في عام 1929 من بومباي الهند الذين ذهبوا لتشكيل جمعية سنية لمسلمي الهند وباكستان في الفترة من أعوام 1929 و1948 بدأت هذه المنظمة (التي أعيدت تسميتها بعثة مسلمي بنما) في بناء مسجد في مدينة بنما، وقد تم الانتهاء من نصف الموقع، وكان يستخدم للصلوات ولتدريس المسلمين الجدد الذين بلغ عددهم نحو خمسة وعشرين من السود من أصل غرب الهند، وكان هناك أيضا مجموعة أخرى تمارس الإسلام في مدينة كولون بقيادة جامايكي اسمه باسل أوستكان، والذين استأجروا مكانا للصلاة على شارع 6 برودواي.
كان هناك مجموعة من المسلمين في عام 1932 في مدينة سان ميغيل كاليدونيا في مدينة بنما والذين كانوا يقيمون في شارع قصير حيث عقدوا الاجتماعات والصلوات هناك، وكان المسلمون في مدينة بنما من ذوي الأصول الهندية الباكستانية لا يملكون أي بنية أسرية حتى عام 1951 عندما وصلت الأسر الأولى، وفي عام 1963 اشترت الجالية قطعة أرض في مقبرة محلية تسمى حديقة دي باز، في عام 1991 تم شراء العقارات في منطقة تسمى أريجان والذي يستخدم الآن فقط كمقبرة إسلامية.

## تنمية المجتمع
تأثر بعض السكان في منتصف العقد من 1970 بتعاليم الإسلام وكان بقيادة عبد الوهاب جونسون وجونسون سليمان، وبدأ ينتشر الإسلام في مدينة بنما وكولون، وببعد لقائهم مع الدكتور محمد عبد الخبير بدأوا دراسة الإسلام السني، وفي عام 1977 تلقت الجالية الإسلامية تمويل من التجار العرب في القولون لاستئجار مكان في الشارع 7 وشارع الوسطى في مدينة كولون، ولكن بسبب نقص المعرفة والمساعدة تفككت المجموعة في نهاية المطاف.
وبدأ المسلمون الهنود الباكستانيون تعليم أطفالهم في المنزل وذلك في الفترة بين أعوام 1965 حتى عام 1973 عندما بدأ برنامج تعليمي صغير في غرفة فوق بازار هندوستان على الجادة الوسطى في بنما سيتي، وفي عام 1978 وشرعوا في استخدام مكان في مجال يلى في مدينة بنما، حيث أقيمت الصلاة والاجتماعات حتى تم الانتهاء من المركز الإسلامي الثقافي في دي كولون في 15 يناير عام 1982، وقد تم بناء هذا المسجد بشكل مشترك من قبل جمعية نداء الإسلامية ومقرها في ليبيا وبين سالومون بيخو وهو تاجر محلي من الهند، ومنذ افتتاح المركز فقد عقدت دروس في المساء وأيام الأحد بالنسبة للمسلمين والمهتمين الجدد بالإسلام والتي قدمها الدكتور محمد عبد الكبير وفي غيابه يحل مكانه حمزة حية، وفي عام 1991 اشترت الجالية المسلمة أرض في منطقة اراجيان والذي استخدم كمقبرة إسلامية اعتبارا من مارس 1997، وختى الآن هناك أربعة مساجد في بنما.